# Johann Zacharias Frey

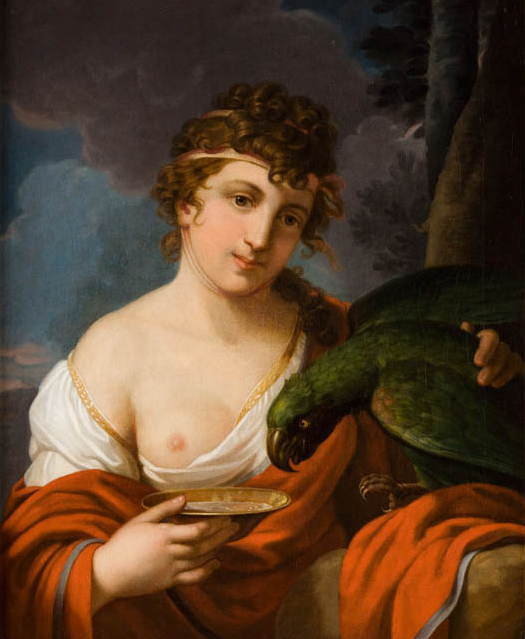
Hebe

Johann Zacharias Frey, polnisch Jan Zachariasz Frey (* Juni 1769 in Wien; † 8. August 1829 in Warschau) war ein polnischer Maler und Kupferstecher österreichischer Abstammung.
Seine Eltern waren der österreichische Offizier Johann Frey und Marie geb. Pardon.
Er studierte Malerei in Wien an der K.k. Hofakademie der Maler, Bildhauer und Baukunst, später in London beim Benjamin West (1738–1820).
Auf Einladung der Fürsten Czartoryski kam er um 1794 nach Puławy, wo er u. a. 13 Kupferstiche mit den Ansichten der Residenz und des Parks der Fürstin Isabella Czartoryska erstellte.
1804 wurde er zum Hofmaler und Kupferstecher des Fürsten Adam Jerzy Czartoryski ernannt. Er schuf 28 Radierungen zum in Breslau bei der Druckerei Wilhelm Gottlieb Korn 1805 erschienenen Werk von Isabella Czartoryska über „Verschiedene Gedanken über die Kunst des Gartengestaltung“ (2. Auflage 1807).
1805 kam er nach Warschau, wo er bis Lebensende blieb. Neben der künstlerischen Tätigkeit, hauptsächlich als Kupferstecher und Aquarellmaler, unterrichtete er in der Piaristen-Klosterschule.
1806 erstellte er Ansichtsblätter nach den Zeichnungen von Zygmunt Vogel „Sammlung berühmter Nationalmonumente“, er illustrierte auch das Werk von Stanisław Staszic über die „Erdschätze der Karpaten“ (1815) und das Liederbuch „Historische Gesänge“ von Julian Ursyn Niemcewicz mit der Musik von Karol Kurpiński (1816).
Mindestens seit 1808 war er Mitglied der zunächst Berliner, dann seit 1809 Warschauer Freimaurerloge Zum Samariter.
Er wurde auf dem Warschauer evangelisch-reformierten Friedhof an der Młynarska-Straße bestattet. Sein Grabmal ist nicht erhalten.
Sein Sohn Jakob Michael Frey war ein bekannter Warschauer Arzt und Geburtshelfer.